# Клир-Лейк (национальный резерват дикой природы)
Клир-Лейк (англ. Clear Lake National Wildlife Refuge) — национальный резерват дикой природы на северо-востоке штата Калифорния, США. Расположен примерно в 50 милях к юго-востоку от города Кламат-Фолс, Орегон и в 15 милях к юго-востоку от города Тулелейк, Калифорния. Площадь резервата составляет 188 км², из которых 81 км² занимают воды озера и оставшиеся 107 км² — травянистые прибрежные равнины. Основан в 1911 году.
Небольшие скалистые острова на озере являются важным местом гнездования для американского белого пеликана, ушастого баклана и некоторых других видов. Более высокие травянистые участки по берегам озера являются местом обитания вилорогов, чернохвостых оленей и шалфейного тетерева.
За исключением периода, когда разрешена ограниченная охота на вилорога и некоторых водоплавающих птиц, резерват полностью закрыт для посетителей для того, чтобы защитить хрупкую среду обитания и уменьшить воздействие на живую природу.
Уровень воды в водохранилище Клир-Лейк регулируется плотиной; вода используется для орошения сельскохозяйственных угодий в восточной части бассейна реки Кламат.